# Bondspresident van Oostenrijk

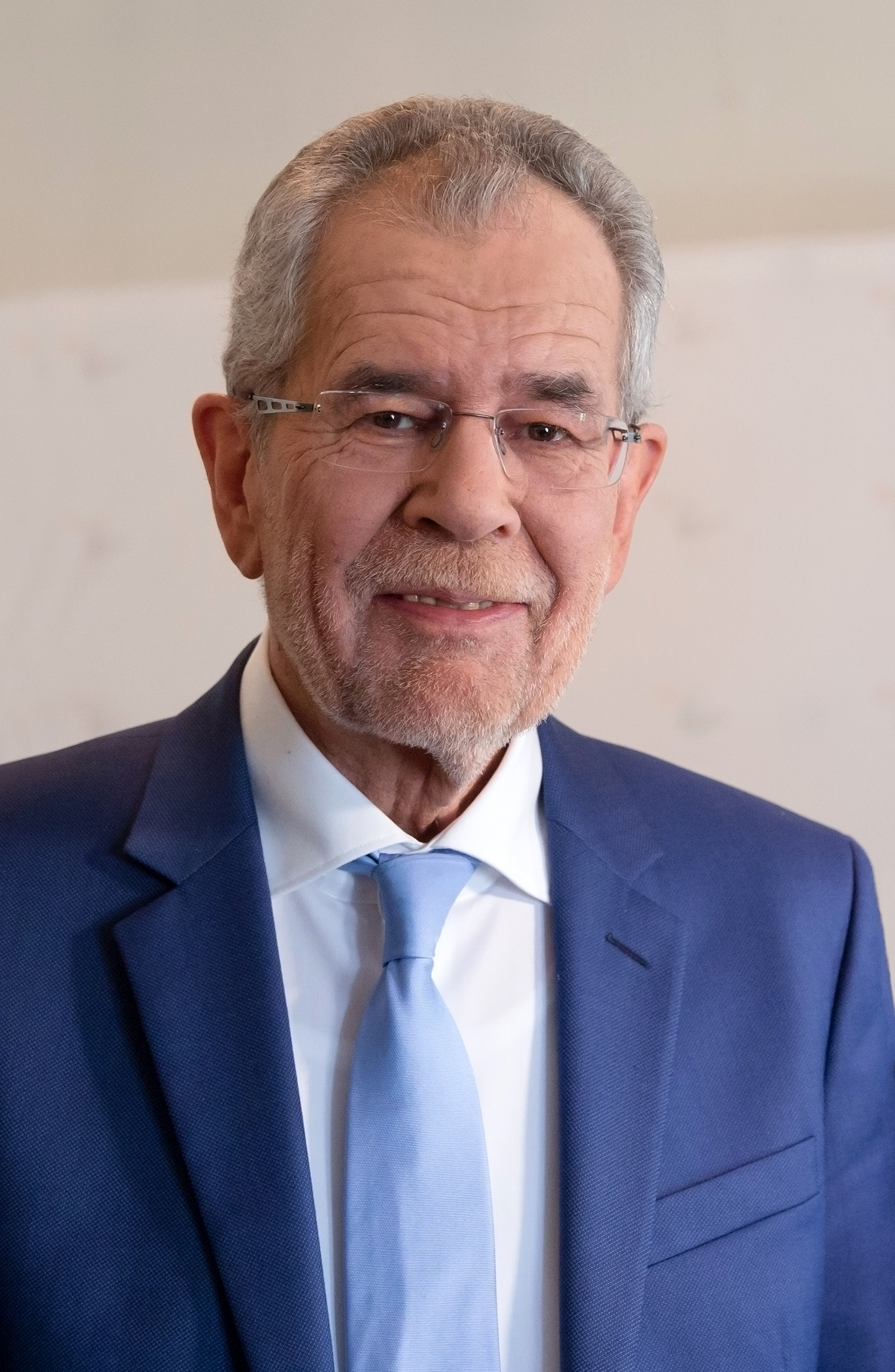
De huidige bondspresident van Oostenrijk, Alexander Van der Bellen

De Bondspresident van Oostenrijk (Duits: Bundespräsident), is het federale staatshoofd van de bondsrepubliek Oostenrijk.

## Bondspresident
De grondwet van Oostenrijk kent de bondspresident uitgebreide macht toe, in de praktijk oefent de bondspresident beperkte macht uit en is hij in feite een ceremonieel staatshoofd. Het ambt werd in 1919 in het leven geroepen. In november 1918 werd Oostenrijk een republiek en werd de monarchie onder het Huis Habsburg-Lotharingen afgeschaft. De sociaaldemocraat Karl Seitz was de eerste bondspresident. De huidige bondspresident is Alexander Van der Bellen. Hij is op 26 januari 2017 aangetreden.
De bondspresident wordt direct gekozen via algemeen, enkelvoudig kiesrecht voor de duur van zes jaar. De bondspresident wordt via een twee ronde-systeem gekozen. Dit houdt in dat als er bij de eerste ronde geen van de kandidaten een meerderheid heeft behaald, de twee kandidaten die tijdens de eerste ronde de meeste stemmen hebben behaald de kandidaten voor de twee verkiezingsronde zijn. De uiteindelijk gekozen kandidaat beschikt altijd over een meerderheid van stemmen. De bondspresident kan tijdens zijn ambtstermijn geen lid zijn van een Oostenrijkse parlement of een andere gekozen volksvertegenwoordiging.

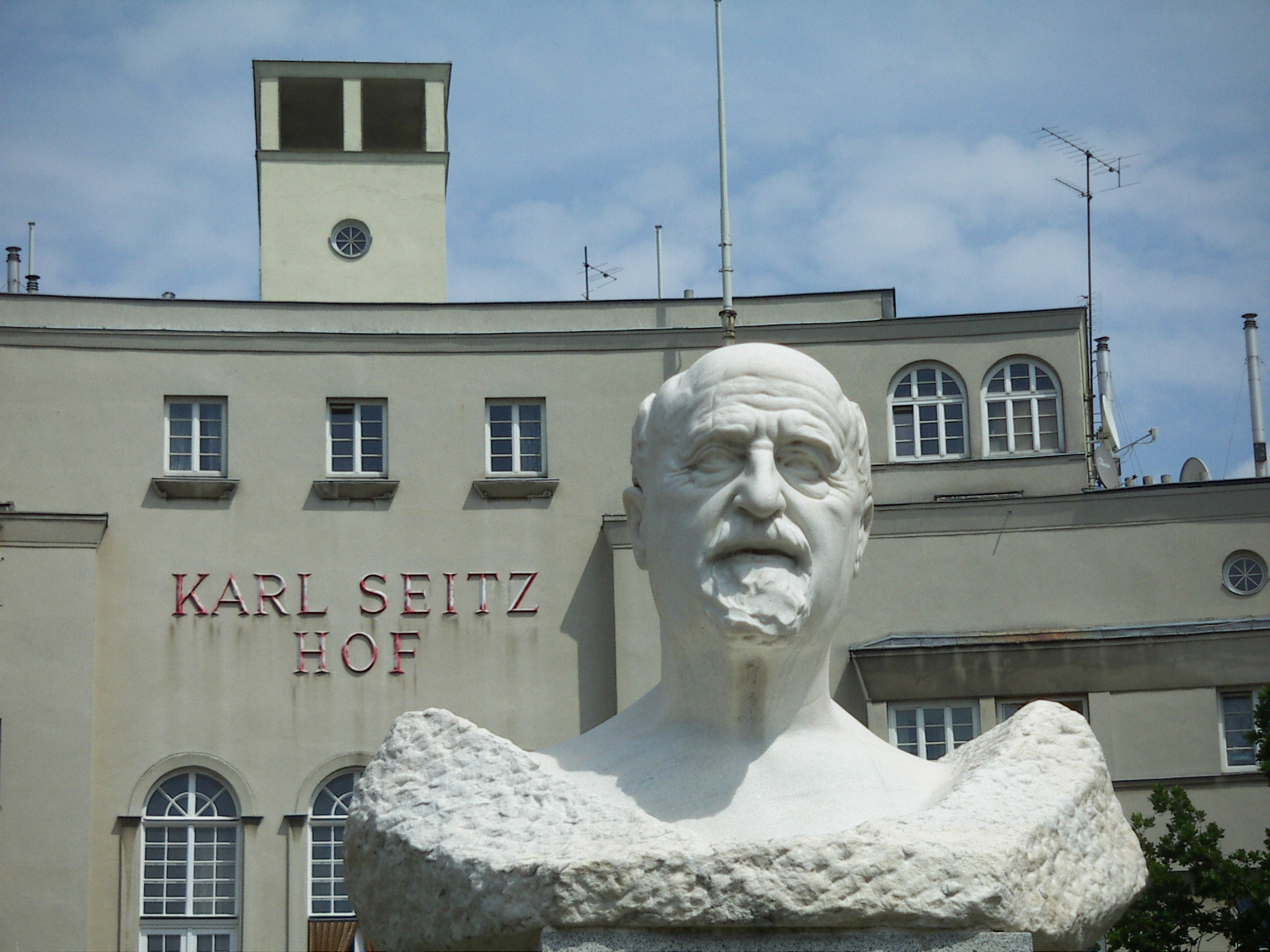
Borstbeeld van de eerste bondspresident, Karl Seitz

Iedere meerderjarige Oostenrijkse burger kan zich kandidaat stellen voor het bondspresident. Uitgesloten zijn echter leden van het Huis Habsburg. Dit laatste wordt echter traditioneel bekritiseerd, maar er is nooit een meerderheid in het parlement geweest om de over dit punt handelende parafagraaf in de grondwet aan te passen.
Het ambt van vicepresident bestaat niet. Mocht de bondspresident onverhoopt niet in staat zijn het ambt van bondspresident uit te oefenen, dan wordt dit ambt waargenomen door de bondskanselier. Toen in 2004 bondspresident Thomas Klestil in het ambt stierf, nam de toenmalig bondskanselier Wolfgang Schüssel het ambt van bondspresident waar.
Volgens artikel 62 van de grondwet moet de presidenstkandidaat een eed zweren alvorens hij het ambt van bondspresident op zich kan nemen. Deze eed luidt als volgt:
Ik verklaar plechtig dat ik trouw de grondwet en wetten van de republiek zal eerbiedigen en ik zal het ambt vervullen naar eer en geweten.
De eed is seculier van karakter, maar een godsdienstige presidentskandidaat mag de tekst aanpassen zodat het een meer religieus karakter krijgt.

## Taken van de bondspresident
De bondspresident benoemt de bondskanselier en zweert hem in. Op voordracht van de bondskanselier benoemt hij de ministers. De Nationale Raad, het lagerhuis van het Oostenrijkse parlement, moet echter het kabinet goedkeuren en kan eventueel een minister, meerdere ministers, of zelfs het hele kabinet wegsturen (motie van wantrouwen).
De bondspresident benoemt rechters, militaire officieren en hoge federale ambtenaren. De bondspresident zweert ook de Landeshauptleute van de verschillende bondsstaten van Oostenrijk in.
De bondspresident ondertekent ook wetten. Hij bezit geen vetorecht en het ondertekenen van een wet is dus niet meer dan een formaliteit. De bondspresident moet een wet ondertekenen en mag zelfs niet weigeren om een wet te ondertekenen. De bondspresident kan echter een referendum uitschrijven om een wet door het volk te laten toetsen.
Andere taken van de bondspresident zijn:

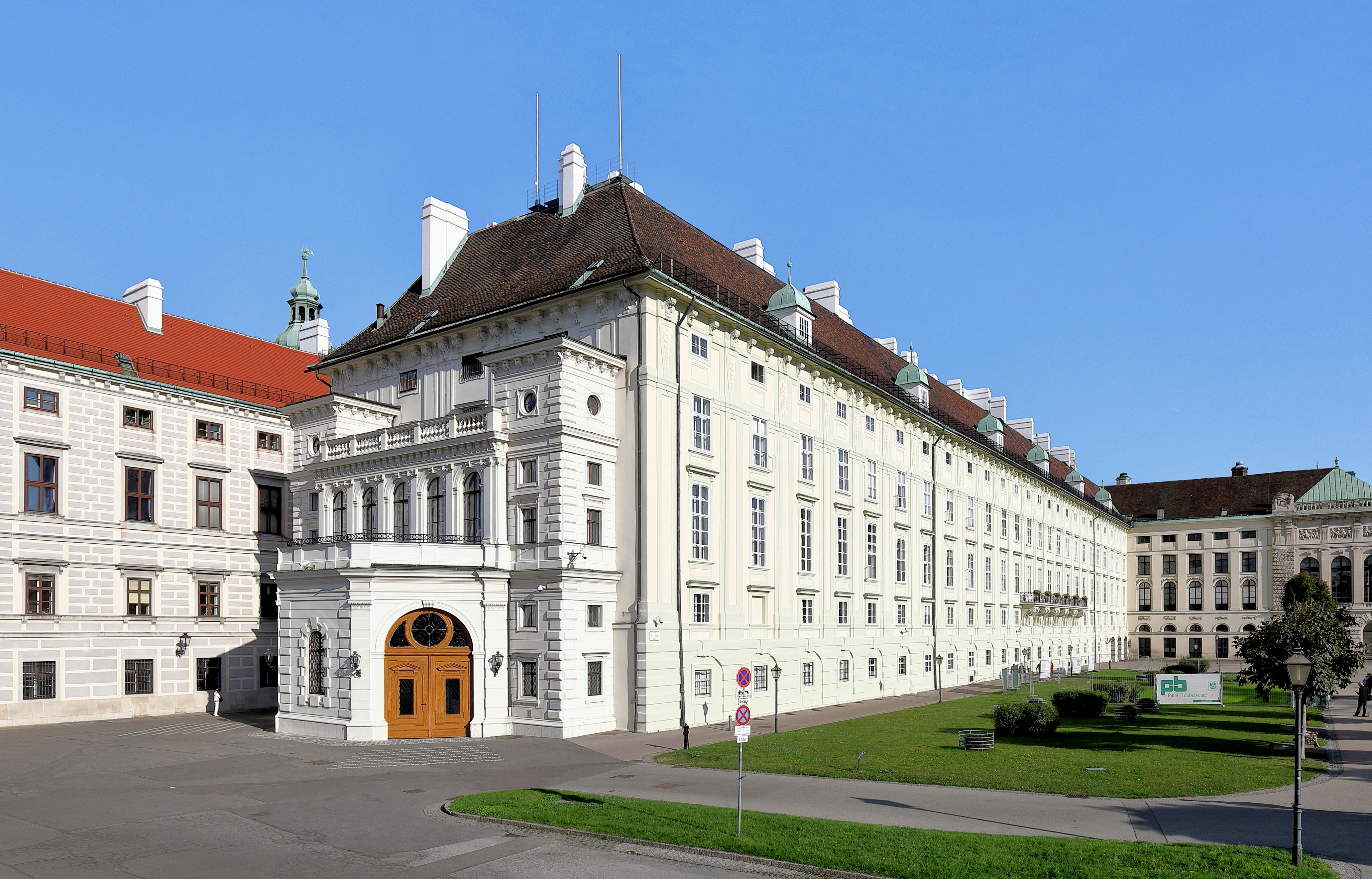
De Leopoldvleugel van de Hofburg, de residentie van de bondspresident

- De bondspresident vertegenwoordigt Oostenrijk in het buitenland, maar aangezien buitenlandpolitiek een kabinetsaangelegenheid is, is dit een ceremoniële aangelegenheid
- Het aanvaarden van de geloofsbrieven van buitenlandse gezanten
- Het ontbinden van de Nationale Raad. Blijkt echter dat de bondspresident de Nationale Raad zonder gegronde reden heeft ontbonden (dus ongrondwettelijke redenen), dan wordt dit gezien als machtsmisbruik
- In tijden van nood kan de bondspresident per decreet regeren
- De bondspresident kan veroordeelden vervroegd vrijlaten. Dit gebeurt met enige regelmaat
- De bondspresident kan buitenechtelijke kinderen op verzoek van de ouders legitimeren. Daar de Oostenrijkse wet bijna geen onderscheid maakt tussen binnen en buiten de echt geboren kinderen, hoeft dit nog maar zelden te gebeuren

## Residentie
De bondspresident resideert in de Leopoldvleugel van de Hofburg, het oude keizerlijke paleis van de Habsburgers.